# 久保田恭子
久保田 恭子 （くぼた きょうこ、1933年（昭和8年）1月2日 - ）は、日本の体操選手である。

## 経歴・人物
東京女子体育大学在学中に、1956年メルボルンオリンピックの体操競技に出場し、女子団体総合で6位に入賞した。 